# 加乐茶壶庙
加乐茶壶庙是一处古建筑，位于山西省晋中市祁县东观镇加乐村，建于清代。
2020年7月28日，加乐茶壶庙公布为第八批祁县文物保护单位。2021年8月4日，加乐茶壶庙公布为第六批山西省文物保护单位。